# 南海11000系電車
南海11000系電車（なんかい11000けいでんしゃ）は、1992年（平成4年）11月10日に営業運転を開始した南海電気鉄道の特急形車両である。

## 車両概説
1992年（平成4年）11月10日に運行を開始した、高野線難波駅 - 橋本駅間の特急「りんかん」用の車両として、東急車輛製造（現：総合車両製作所）で4両編成×1本が製造された。10000系4次車（特急「サザン」増結用中間車）をベースに設計されている。
2015年（平成27年）12月5日からは、難波駅 - 泉北高速鉄道（現・泉北線）和泉中央駅間を結ぶ特急「泉北ライナー」としても運転されている。

### 車体
10000系を基本とした20 m級の普通鋼製車体で、前頭部は同系のデザインを踏襲しつつ半流線形とし、スピード感を持たせている。側窓は10000系4次車と同様の複層ガラスを使用した大型連続窓である。出入口は折り戸で、各車片側1か所備える。列車種別・行先表示器は2000系と同様の個別表示式で、各車の出入口付近に設置している。前面貫通扉は当初非常用であったが、1999年（平成11年）の31000系登場に合わせて橋本方先頭車（モハ11201形）に幌受けアダプターを新設し、31000系との併結時のみ車内からの通り抜けを可能としている。
落成当初のカラーデザインは、10000系に準じたメタリックシルバー塗装に青とオレンジの帯（■■■）であった。その後の変遷については後述する。
なお2021年（令和3年）1月には、前照灯をシールドビームからLEDに変更している。

### 車内設備

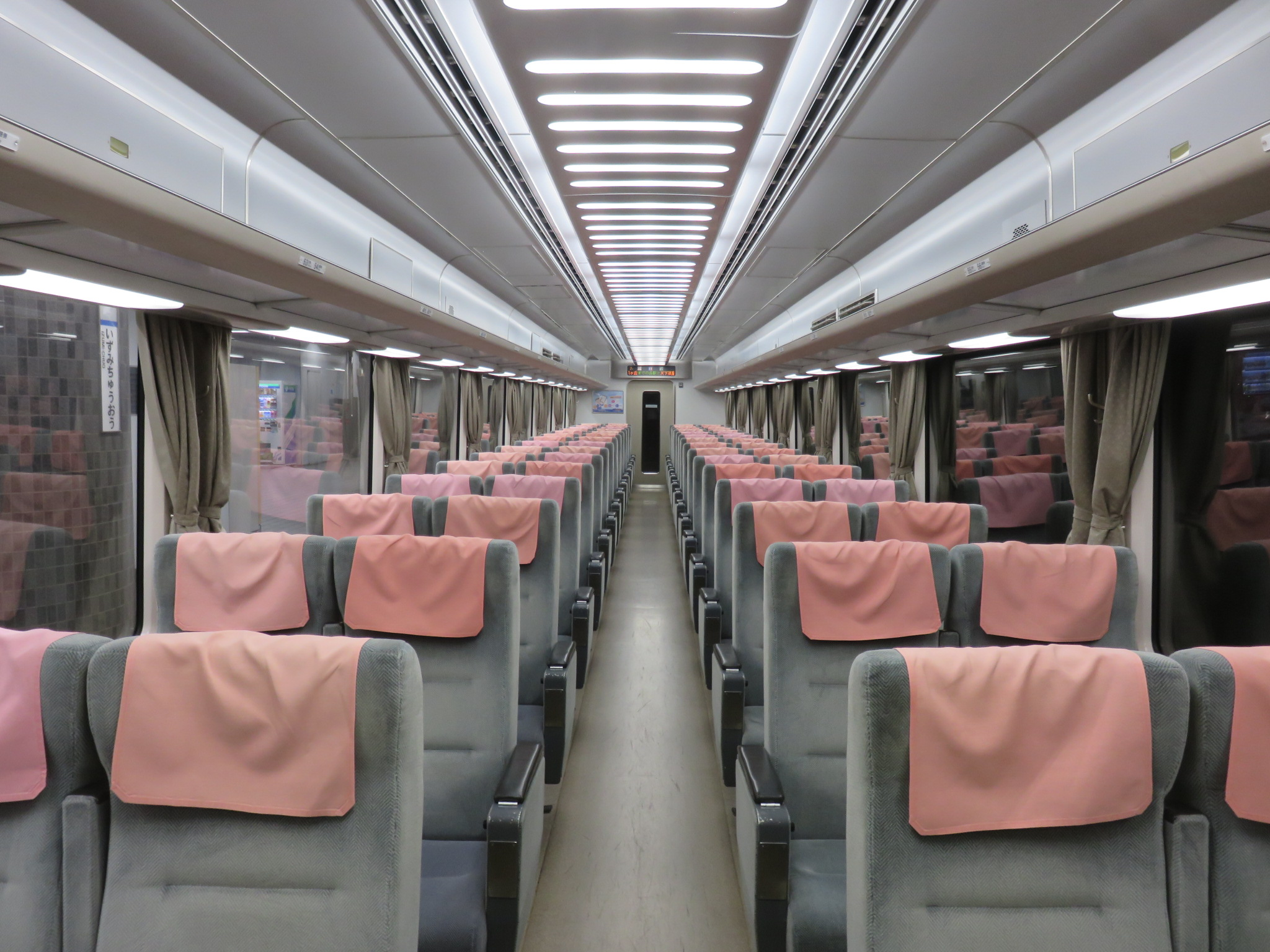
車内

客室照明はスリット入り半間接照明で、荷棚下には南海伝統の読書灯も設置されている。座席はフリーストップ式回転リクライニングシートで、センターアームレスト（中ひじ掛け）やひじ掛け内蔵テーブルのほか、足元には跳ね上げ式フットレストを備えている。シートピッチは30000系より30 mm拡大した1,030 mmとしている。車内案内表示器は10000系4次車と同型の3色LED式を装備する。
モハ11301形にはトイレと洗面所、モハ11101形の客室には車椅子スペースを設けている。モハ11101形の上り方には自動販売機を有するサービスコーナーがあり、かつては公衆電話やサービスカウンターも備えていたが、現在は撤去・閉鎖されている。
2014年（平成26年）以降には、天井照明と読書灯を昼白色LED照明に交換し、サービスレベルの向上が図られている。
なお、本系列は車載型の自動放送装置を搭載しているが、これは「りんかん」運用時にのみ対応するものである。

### 主要機器
制御方式は30000系と同じ抵抗制御であるが、制御装置は10000系4次車と共通設計とした超多段式バーニア制御の日立製作所製 VMC-HTB-20H形 を採用している。高速度遮断器には真空遮断器を使用し、故障時の保護機能を向上させている。ブレーキ装置は全電気指令式電磁直通ブレーキ、台車はS形ミンデン台車である。電動機出力は145 kWで全電動車編成を組んでいるが、20 m級車体であるため橋本駅以南の山岳区間には入線できない。
補助電源装置には、絶縁形GTOコンバータ／トランジスタインバータ装置（出力75 kVA）を採用している。システムはDC-DCコンバータ部とインバータ部で構成され、コンバータ部で直流1500 Vから安定した直流330 Vを出力、インバータ部で直流330 Vを三相交流220 Vに変換する。冷房装置は、コンバータからの直流330 Vを電源とする、インバータ制御方式のユニットクーラーを各車3基ずつ搭載する。
このほか警笛は、従来の空気式に加え電気式のものを併設している。
1999年（平成11年）、30000系・31000系との併結対応改造として、制御装置の特性が変更された。

## 編成表
全電動車方式で、難波方先頭車がモハ11001形、難波方中間車がモハ11301形、橋本方中間車がモハ11101形、橋本方先頭車がモハ11201形となっている。
| ← 難波橋本・和泉中央 → | ← 難波橋本・和泉中央 → | ← 難波橋本・和泉中央 → | ← 難波橋本・和泉中央 →          | ← 難波橋本・和泉中央 → | ← 難波橋本・和泉中央 → | ← 難波橋本・和泉中央 → |
| ---------------------- | ---------------------- | ---------------------- | ------------------------------- | ---------------------- | ---------------------- | ---------------------- |
| 形式                   | ◇ モハ11001 （Mc1）    | モハ11301 （M2）       | モハ11101 （M1）                | モハ11201 （Mc2）      | 竣工                   | 備考                   |
| 定員                   | 52                     | 60                     | 58                              | 64                     | 竣工                   | 備考                   |
| 設備                   |                        | トイレ 洗面所          | 車椅子スペース サービスコーナー |                        | 竣工                   | 備考                   |
| 車両番号               | 11001                  | 11301                  | 11101                           | 11201                  | 1992/08/31             |                        |

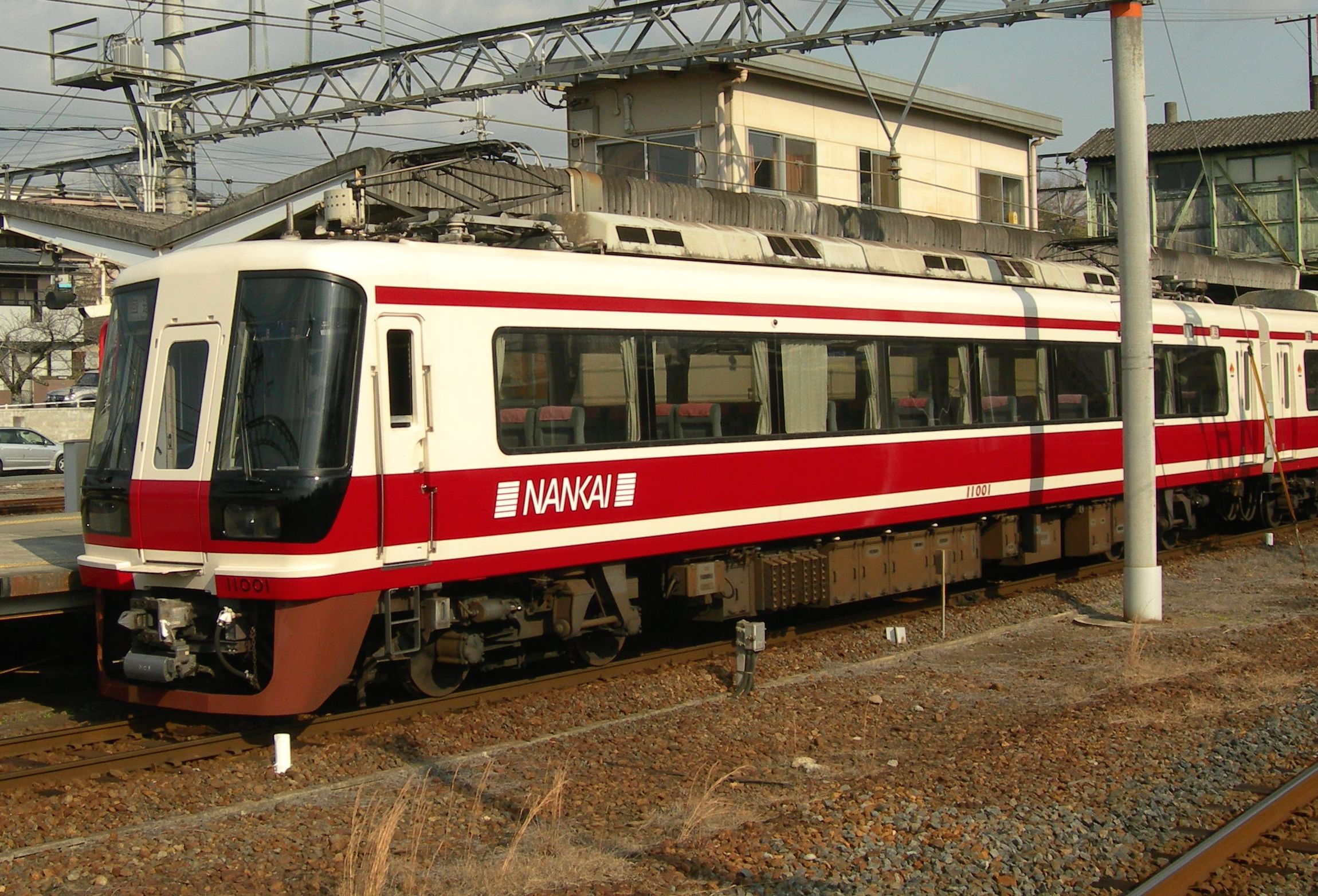
モハ11001形
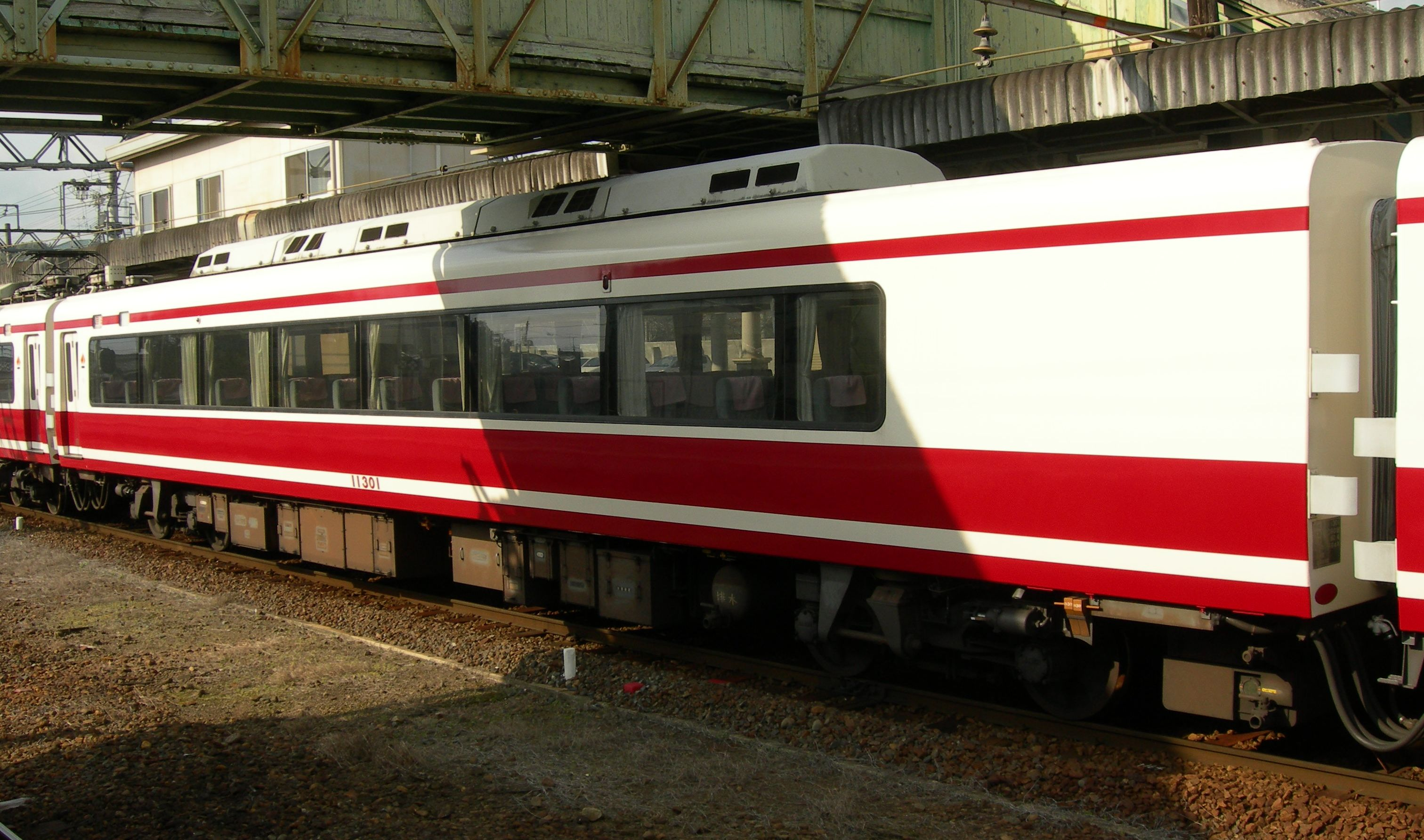
モハ11301形
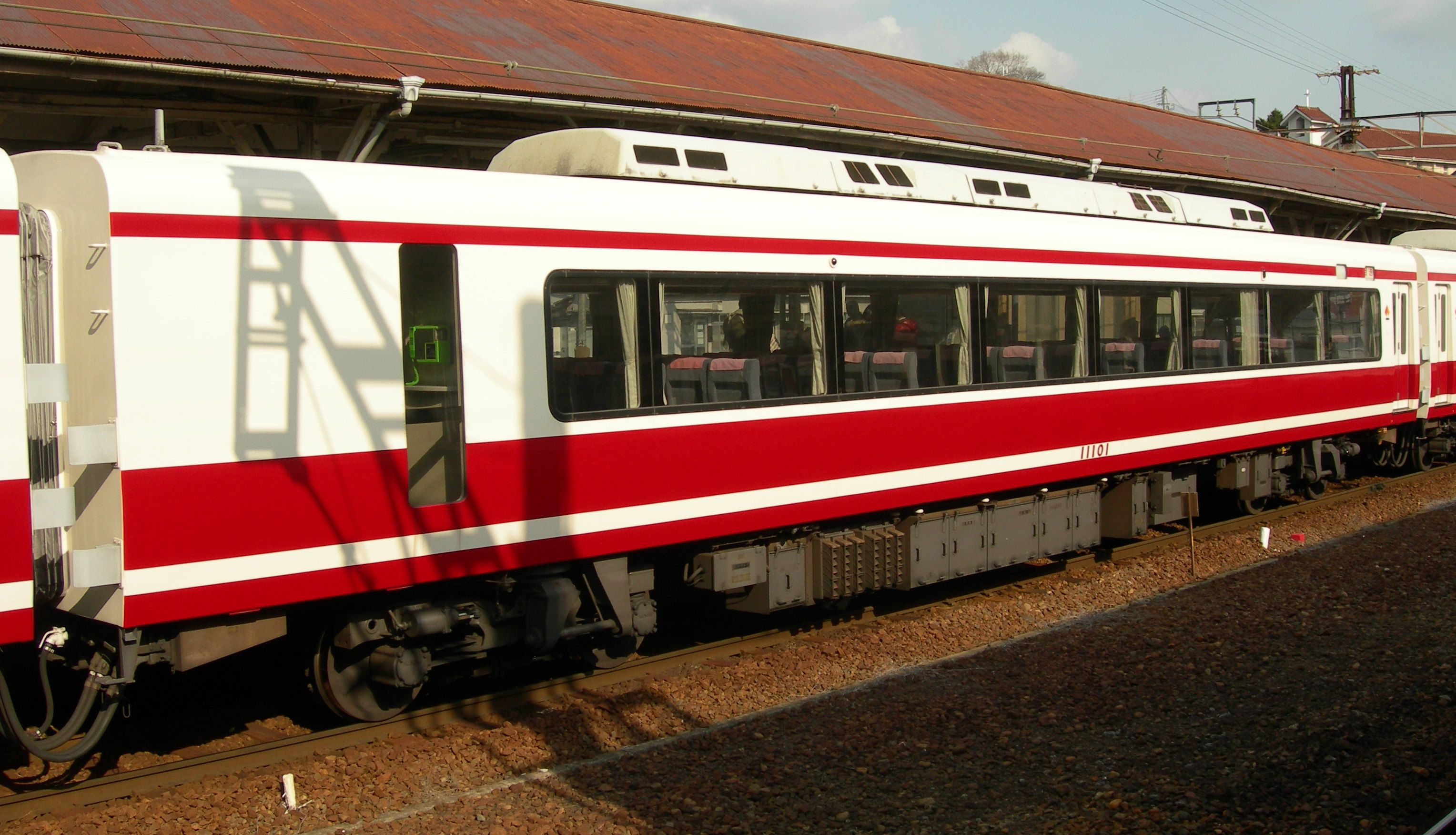
モハ11101形
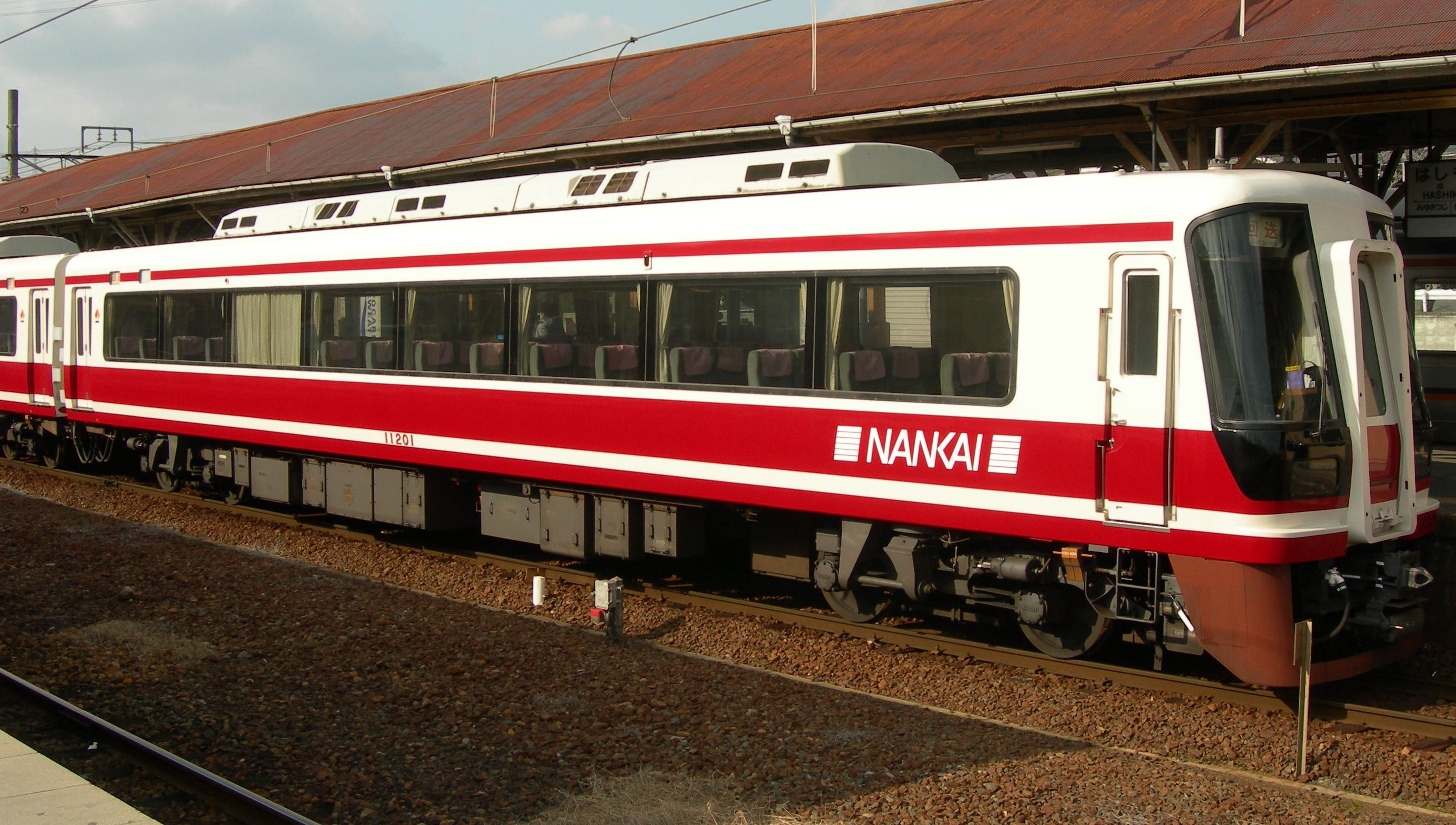
モハ11201形　幌アダプター付き

## 運用
本系列は高野線山岳区間に乗り入れ可能な17 m級車両（ズームカー）ではないため、高野線平坦区間の難波駅 - 橋本駅間を結ぶ特急「りんかん」に長らく運用されてきた。30000系の更新工事が完了した2000年（平成12年）12月23日ダイヤ改正からは、ラッシュ時に30000系・31000系を併結し8両編成でも運転されている。
2015年（平成27年）12月5日のダイヤ改正からは難波駅 - 和泉中央駅間を結ぶ特急「泉北ライナー」が新設され、本系列が充当されるようになった。ただし、毎年1月から2月の冬季閑散期の車両定期検査期間中には、本系列が「りんかん」運用に復帰し、「泉北ライナー」運用を南海12000系（サザン・プレミアム）で代走するのが通例となっている 。
2017年1月も上記の代走体制が開始されたが、1月27日より泉北高速鉄道が自社発注の特急車12000系を「泉北ライナー」に投入したため、本系列は暫く「泉北ライナー」運用から離れていた。同年8月26日のダイヤ改正で「泉北ライナー」が増発され2編成による運用体制となることから、再び「泉北ライナー」に使用されるようになった。
30000系の脱線事故に伴い、2022年（令和4年）11月3日から「りんかん」運用に臨時復帰した。「泉北ライナー」運用へは、予備編成に余裕のあった50000系が投入された。30000系の復帰後も暫く代走体制が継続されていたが、2023年（令和5年）10月1日より本系列の「泉北ライナー」運用が再開された。

## 車両カラーデザインの変遷
- 1992年（平成4年）：メタリックシルバー地に青とオレンジの2色帯（■■■）で登場。
- 1999年（平成11年）：31000系デビューに合わせて、白地に赤帯の塗装（■■）に変更[1]。「りんかん」8両編成運転に備える。
- 2015年（平成27年）
  - 12月：「泉北ライナー」用として、出入口付近に列車愛称ロゴ入りの識別ステッカーを貼り付け[6]。
- 2016年（平成28年）
  - 1月：「泉北ライナー」運用を一時離脱[7]。識別ステッカーを撤去。「泉北ライナー」運用は南海12000系が代走。
  - 3月：「泉北ライナー」運用復帰に合わせ、赤帯の一部を金色にラッピング[13]（■■■）。列車愛称ロゴ付近はグラデーション模様とした。
- 2017年（平成29年）
  - 1月：「泉北ライナー」運用から一時撤退。ラッピングを剥離[8]（■■）。「泉北ライナー」は1月27日までの間は南海12000系で代走、以降は泉北高速12000系での運用となる。
  - 8月：増発に伴い「泉北ライナー」運用を再開、赤帯部に泉北高速12000系準拠の金色ベースに青と黒の2色帯を纏った2代目ラッピングを貼り付け[9]（■■■■）。
- 2018年（平成30年）
  - 1月：30000系30001編成の検査入場に伴い、「泉北ライナー」運用から離脱。ラッピングを剥離[14]（■■）。
  - 2月：30001編成の運用復帰に合わせて「泉北ライナー」運用を再開、デザインを一部変更した「泉北ライナー」3代目ラッピングを貼り付け[15]（■■■■）。2代目から青帯の一部や列車愛称ロゴが省略された。

以降、毎年1月から2月の高野線特急車の定期検査時には「泉北ライナー」運用から離脱するため、ラッピングを剥離。復帰時は3代目ラッピングを装飾。
- 2022年（令和4年）
  - 11月：30000系30001編成脱線に伴う運用調整のため「りんかん」運用に臨時投入、ラッピングを剥離[11]（■■）。「泉北ライナー」運用には50000系が入る。
- 2023年（令和5年）
  - 10月：「泉北ライナー」運用に復帰。ラッピングは省略され、識別ステッカーのみ貼り付け[12]（■■）。

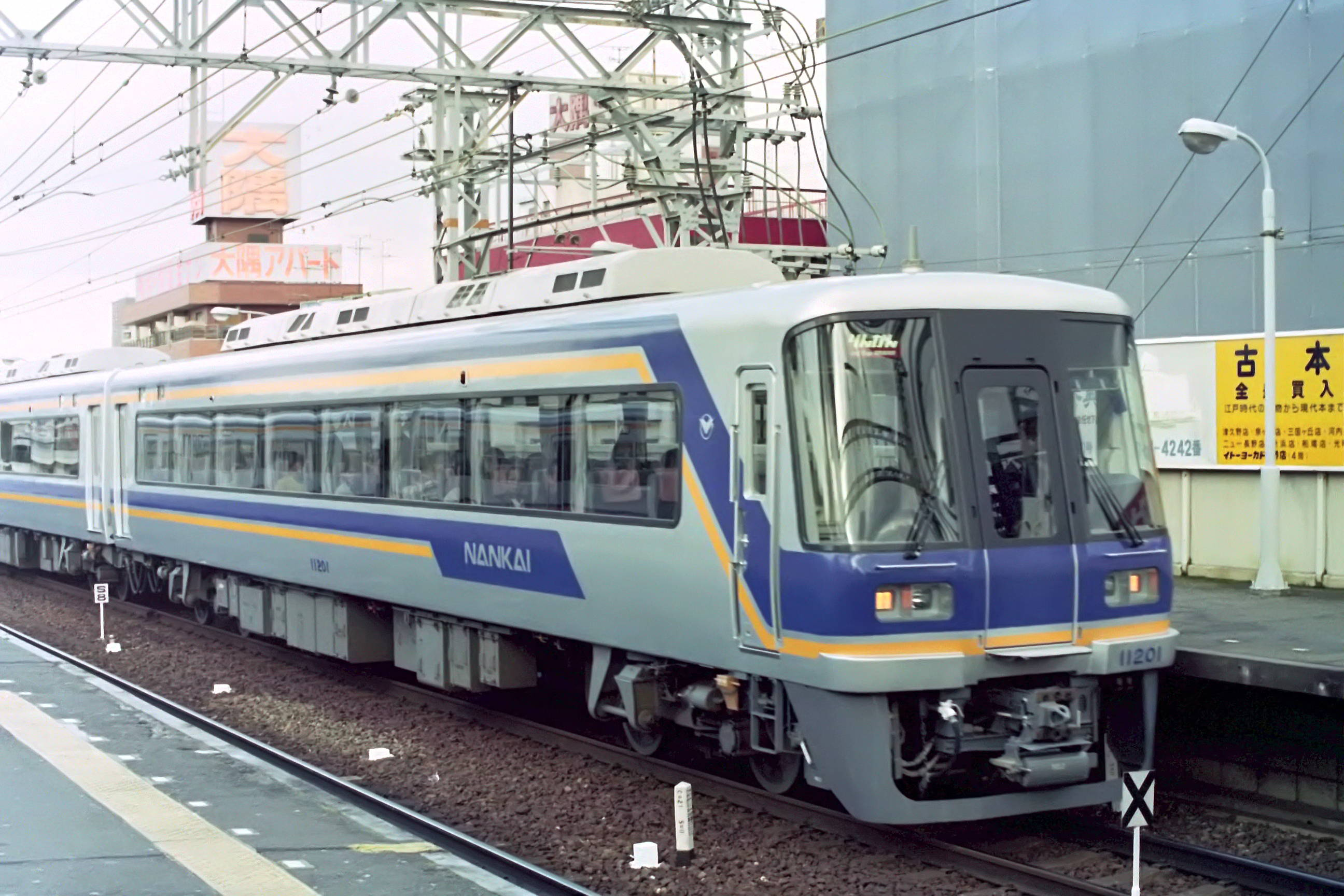
登場時の塗装 （社章・「NANKAI」文字はロゴ制定前のもの）
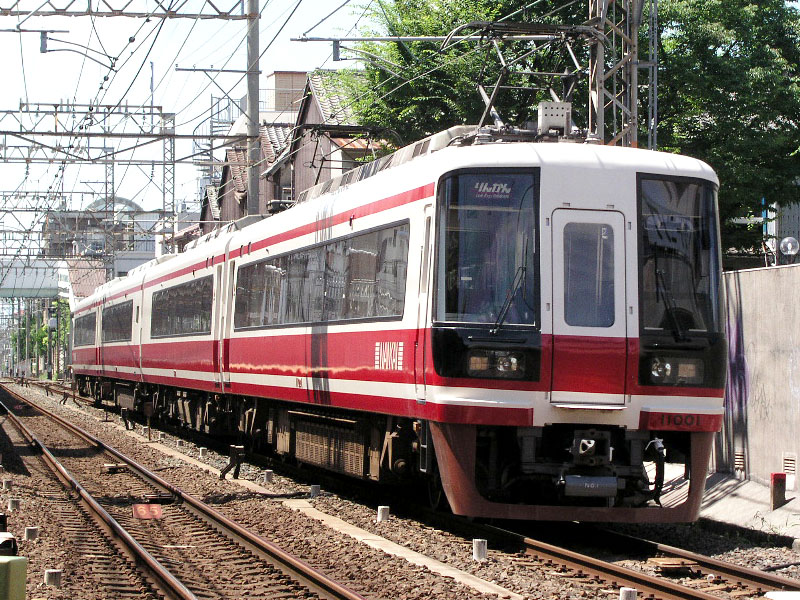
高野線特急車塗装
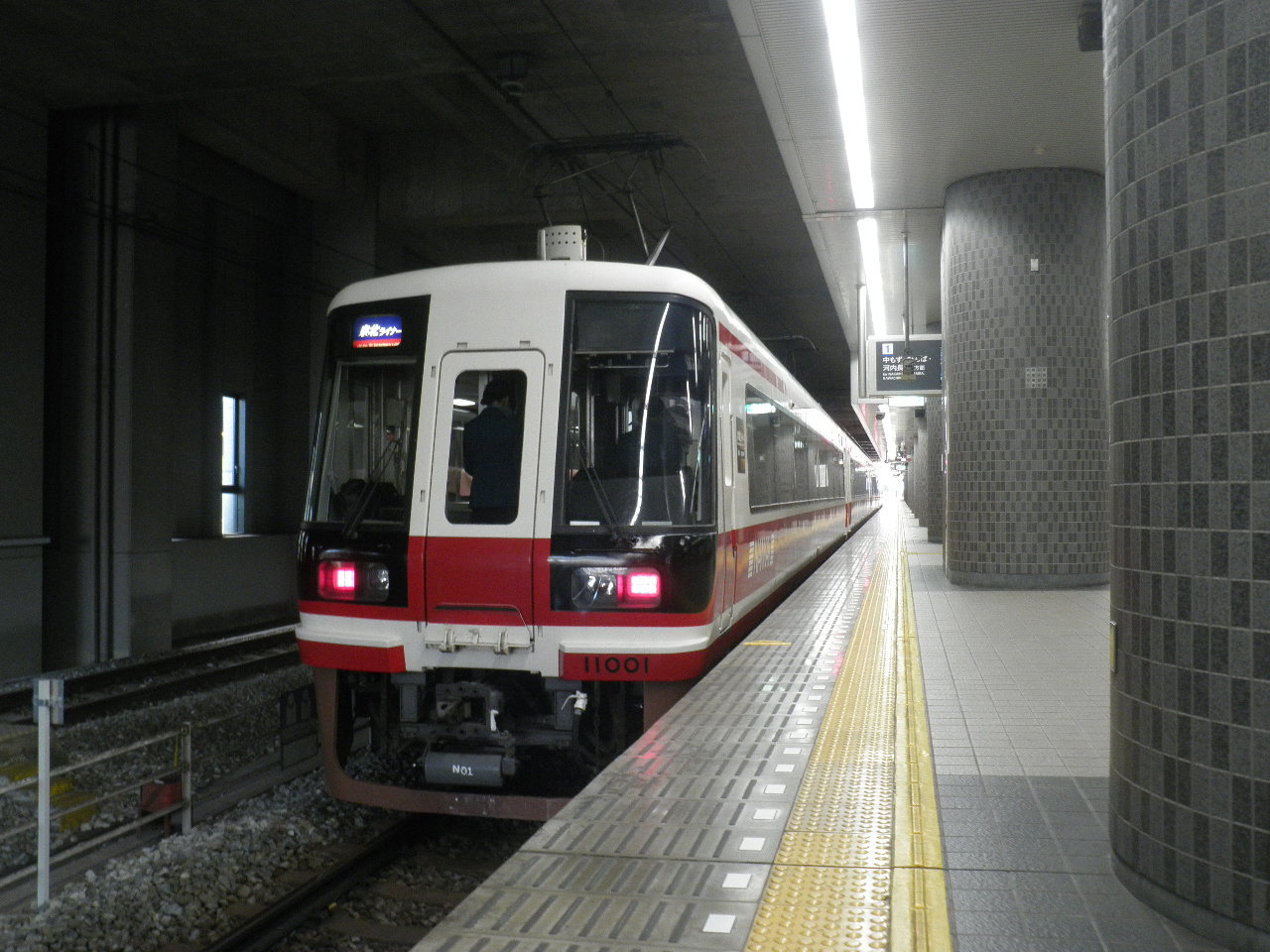
「泉北ライナー」運用開始当初 （ロゴ入りステッカーを貼り付け）
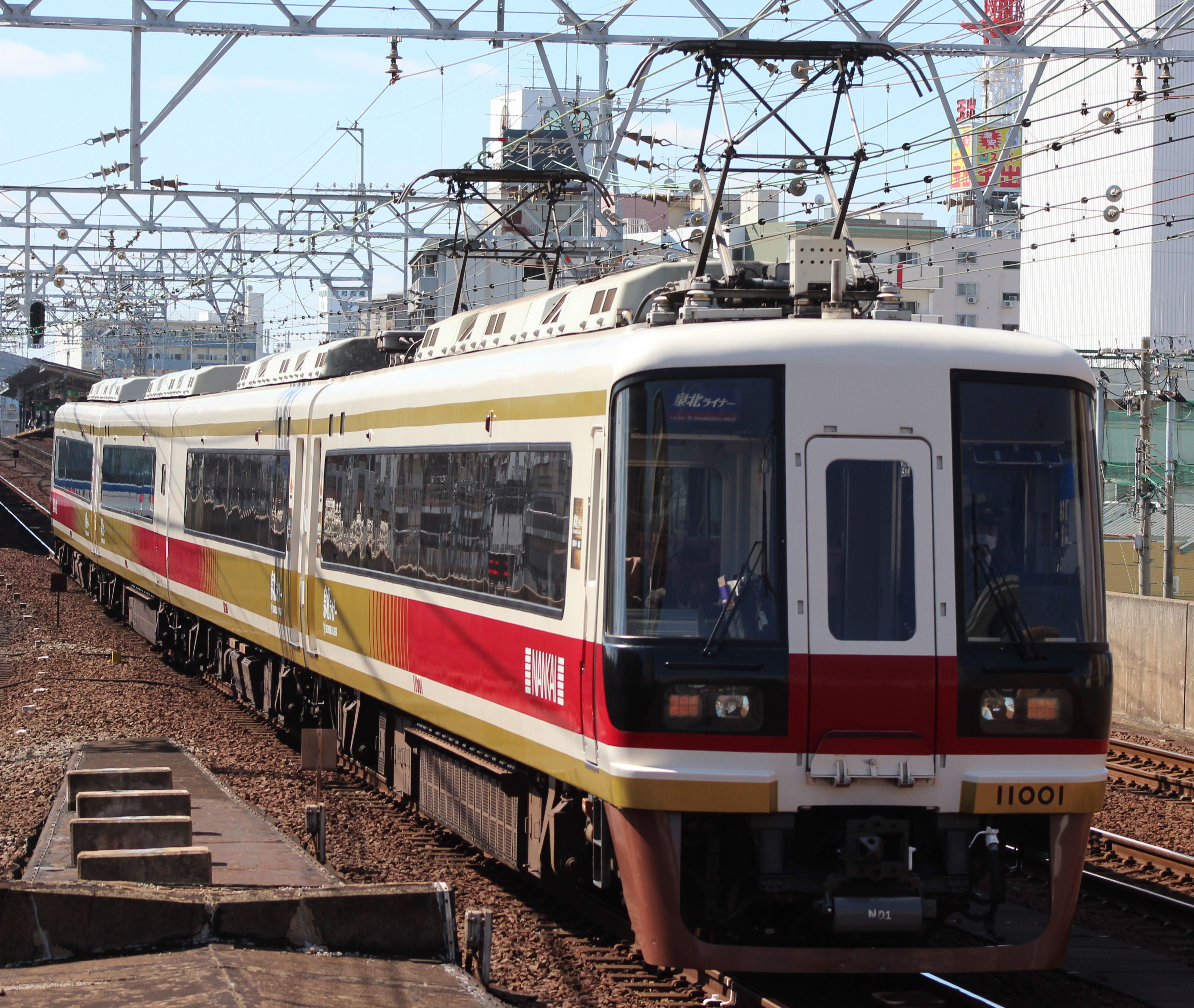
「泉北ライナー」初代ラッピング
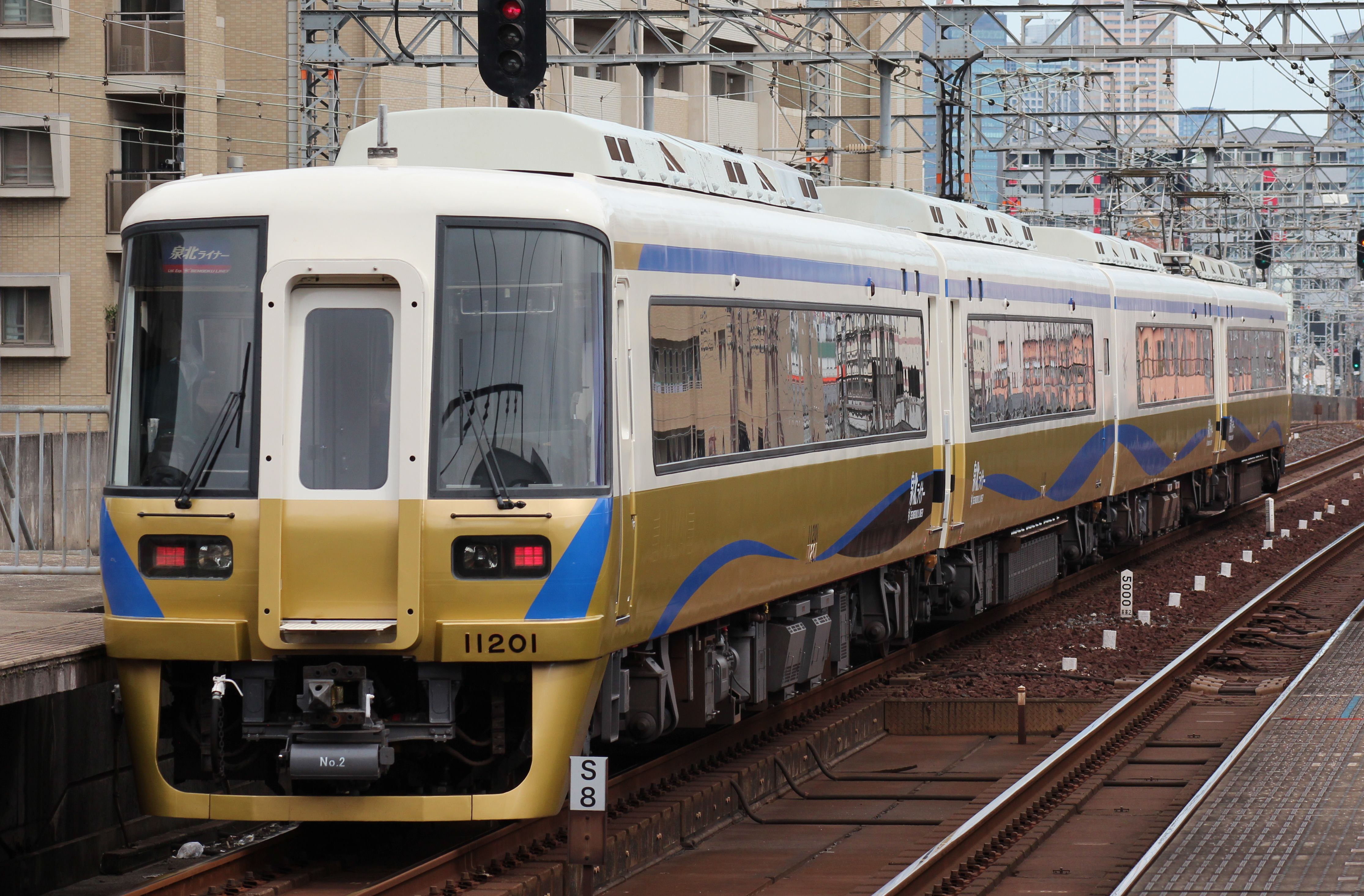
「泉北ライナー」2代目ラッピング
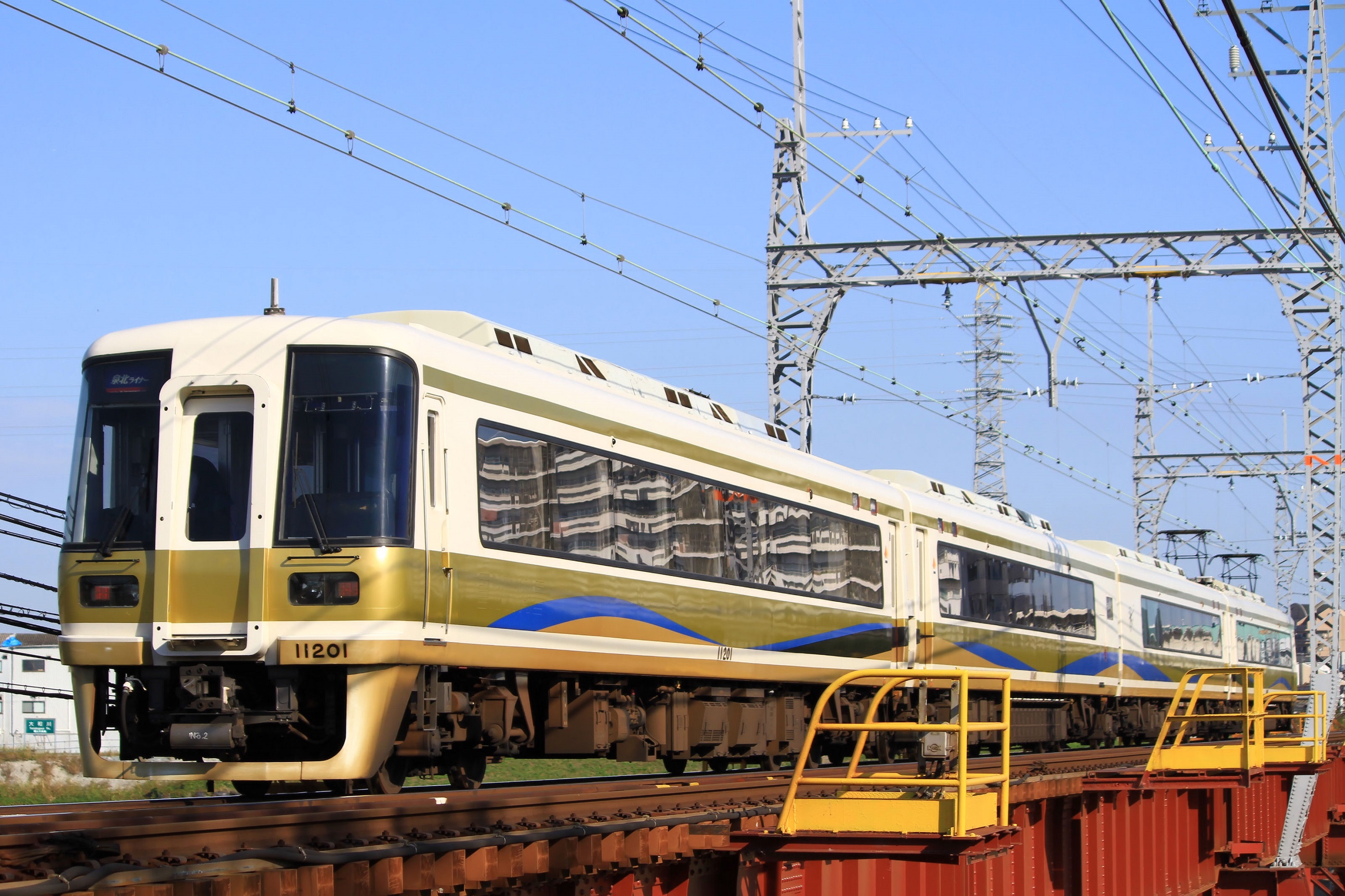
「泉北ライナー」3代目ラッピング